# (35093) Akicity
(35093) Akicity es un asteroide perteneciente al cinturón de asteroides descubierto el 14 de marzo de 1991 por Tsutomu Seki desde el Observatorio de Geisei, Geisei, Japón.

## Designación y nombre
Designado provisionalmente como 1991 EH1. Fue nombrado Akicity en homenaje a la ciudad japonesa de Aki, en la Prefectura de Kōchi, se encuentra en la costa del océano Pacífico y, bendecida con inviernos cálidos, prospera en la agricultura. Es el lugar de nacimiento del compositor Ryūtarō Hirota y el fundador del Observatorio Geisei, Seizo Goto. Nora-Clock, la torre del reloj, es muy estimada por los residentes teniéndola como símbolo de la ciudad.

## Características orbitales
Akicity está situado a una distancia media del Sol de 3,168 ua, pudiendo alejarse hasta 3,492 ua y acercarse hasta 2,844 ua. Su excentricidad es 0,102 y la inclinación orbital 6,308 grados. Emplea 2060,23 días en completar una órbita alrededor del Sol.

## Características físicas
La magnitud absoluta de Akicity es 13,8. Tiene 9,179 km de diámetro y su albedo se estima en 0,076. 